# Pherusa eruca
Pherusa eruca é uma espécie de anelídeo pertencente à família Flabelligeridae.
A autoridade científica da espécie é Claparède, tendo sido descrita no ano de 1869.
Trata-se de uma espécie presente no território português, incluindo a sua zona económica exclusiva.